# 1934년 미국 상원의원 선거
1934년 미국 상원의원 선거는 1934년 11월 6일에 치러진 상원의원 선거다.

## 선거 결과
| 정당                | 선거결과 | 의석 수 |
| ------------------- | -------- | ------- |
| 민주당              | 26석     | 69석    |
| 공화당              | 7석      | 25석    |
| 미네소타 농민노동당 | 1석      | 1석     |
| 위스콘신 진보당     | 1석      | 1석     |